# Мятеж 1941 года в Румынии
Мяте́ж 1941 го́да в Румы́нии (мяте́ж легионе́ров, мяте́ж «Желе́зной гва́рдии», рум. Rebeliunea legionară) — вооружённый мятеж (также расценивается как путч) «Железной гвардии» против кондукэтора Иона Антонеску, сопровождаемый еврейскими погромами с 21 по 23 января 1941 года в Румынии.

## Предыстория и причины
Причинами путча послужили противоречия фактического правителя Румынии Иона Антонеску с Хорией Симой, лидером «Железной Гвардии». В сентябре 1940 года Антонеску при поддержке «Железной Гвардии» произвёл государственный переворот, сместив старого короля Кароля II и посадив на престол его сына Михая I, ставшего чисто номинальной фигурой. С этого момента между этими политическими силами появились серьёзные разногласия. «Железная Гвардия» начала проводить политику террора. Проводились аресты интеллигенции, а над противниками организации, попавшими в тюрьмы ещё при старом режиме, проводились расправы прямо в их камерах. Практически не уделялось внимания экономике и социальному развитию Румынии. Это привело к скачку цен в 2-3 раза. В такой ситуации Ион Антонеску решился избавиться от невыгодной ему «Железной Гвардии».
В надежде на то, что Третий рейх поддержит «Железную Гвардию», её сторонники решились на восстание против Антонеску. К тому моменту в Румынии было много немецких войск, которые охраняли нефтяные месторождения. Однако уже в ходе путча Германия на официальном уровне поддержала более умеренного Антонеску.

## Ход событий
19 января по всей стране начались еврейские погромы, устроенные «Железной гвардией». После двух дней расправ над евреями, 21 января, легионеры вышли из политического союза с Антонеску. Еврейские погромы в Бухаресте начались за несколько часов до восстания. Они переросли в массовые беспорядки и уличные бои с полицией. Наиболее ожесточенное противостояние развернулось в Бухаресте, где путчистам удалось на некоторое время занять здание Министерства внутренних дел и несколько полицейских участков.
К боям с легионерами были привлечены румынские войска, которые при поддержке германских войск сравнительно легко к 23 января подавили мятеж. После этих событий Антонеску немедленно распустил правительство, в котором находились сторонники «Железной гвардии». Сама организация его указом была распущена, а её лидеры были арестованы. Часть легионеров бежала за границу, более 9 тысяч легионеров оказались в тюрьме. Хория Сима и около 300 его приверженцев выехали с согласия Антонеску в Германию.
В итоге, Антонеску в статусе кондукэтора Румынии, получил подконтрольные себе правительство и парламент. Молодой король Михай I фактически являлся марионеткой. После переворота в августе 1944 года, в результате которого Антонеску был свергнут, Германия создала из бывших легионеров румынское правительство во главе с Симой.

## Жертвы
Согласно официальному докладу от 13 февраля 1941 года, потери были следующие:
- Солдаты — 21 убитый, 53 раненых;
- Гражданские лица — 374 погибших (в том числе 118 евреев в Бухаресте), 291 раненых.

## Материальный ущерб
После подавления мятежа были обнаружены 200 грузовиков, которые легионеры нагрузили награбленными ценностями.

## Политические последствия
27 января 1941 года было сформировано новое правительство, в котором все должности заняли люди Антонеску: армейские офицеры, представители действовавших до 1938 года партий и некоторые государственные служащие, которые делали успешную карьеру при Кароле II. Указом № 314 от 14 февраля 1941 года было упразднено Национальное легионерское государство и Румыния стала военной диктатурой.

## Наказание мятежников
До 25 февраля 1941 года были арестованы и отданы под военный суд 5714 легионеров. 7 участников убийств в Жилаве были приговорены к смертной казни и казнены. Остальные осужденные легионеры получили тюремные сроки — от нескольких месяцев до пожизненного лишения свободы. Около 300 лидеров Железной гвардии были отправлены (с согласия Антонеску) в Германию, где находились до конца войны.